# Michael O. Dillon

Michael O. Dillon (*1947)
es un botánico norteamericano. Recibió su BA y MA de la Universidad del Norte de Iowa y su Ph.D. de la Universidad de Texas en Austin. Actúa como Curador Emérito del Museo Field de Historia Natural y es conocido por sus investigaciones sobre la flora andina.También contribuyó con trabajos para la Sociedad Magnolia
- La abreviatura «M.O.Dillon» se emplea para indicar a Michael O. Dillon como autoridad en la descripción y clasificación científica de los vegetales.[1]

1. ↑  Todos los géneros y especies descritos por este autor en IPNI.